# Topas

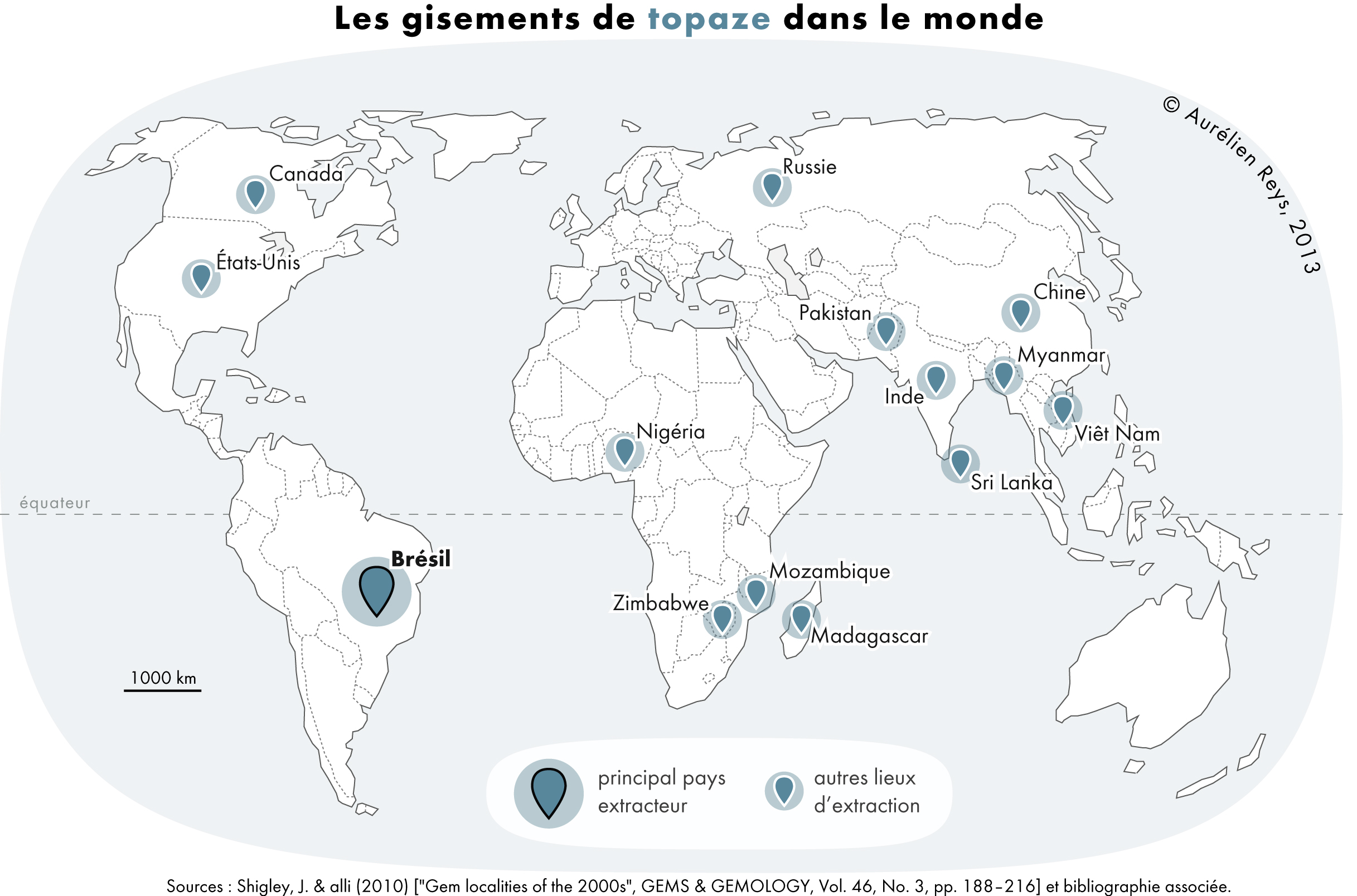
De viktigaste länderna som producerar topas

Topas är en ädelsten som består av silikat, fluorid och aluminiumhydroxid. Den är känd sedan 1538.
Ren topas är ofärgad, men som regel uppträder de färgade av metaller, varför topaser kan förekomma i alla färger, men orange och vinfärgad topas är de vanligaste. Världens största topas är blå och på 9 381 karat och visades upp på Naturhistoriska museet i London 2016.
Gul korund kallas ibland orientalisk topas. Den topas som används slipad som ädelsten är kristalliserad och helt transparent, men den som förekommer i Sverige är för matt för att kunna användas till detta ändamål.
Bland fyndigheter märks klara topaser i sandavlagringar kring floden Rio grande del belmonte i Minas Gerais, Brasilien och gula topaser från gruvor vid Ouro Preto. Topaser förekommer även på flera håll i Ryssland, bland annat grönblå topaser från trakten av Orenburg. Akvamarinfärgade topaser förekommer i Japan. I Schneckenstein i Sachsen förekommer ljusgula topaser, vilka dock ofta är små och främst slipades som smyckestenar under 1800-talet och längre tillbaka.
Pyrofysalit, som förekommer i Sverige vid Finnbo (nära Falun) och Broddbo (nära Sala), är en variant av topas och består av matta, orent färgade fältspatsliknande kristaller.

## Etymologi
Det finns flera teorier om namnets ursprung. Det grekiska namnet på topas, Tópazos, skulle kunna vara härlett från en tidig fyndort, ön Topasus, vilken antagits motsvara Ceylon (dagens namn Sri Lanka). Plinius den äldre sägs ha ansett att ön ligger i Röda havet, men det är osäkert om uppgiften är korrekt.
Enligt en annan teori skulle ordet kunna härledas från en grekisk författare vid namn Topázios, som skrev en systematisk avhandling om ädelstenar och mineraler 1652.

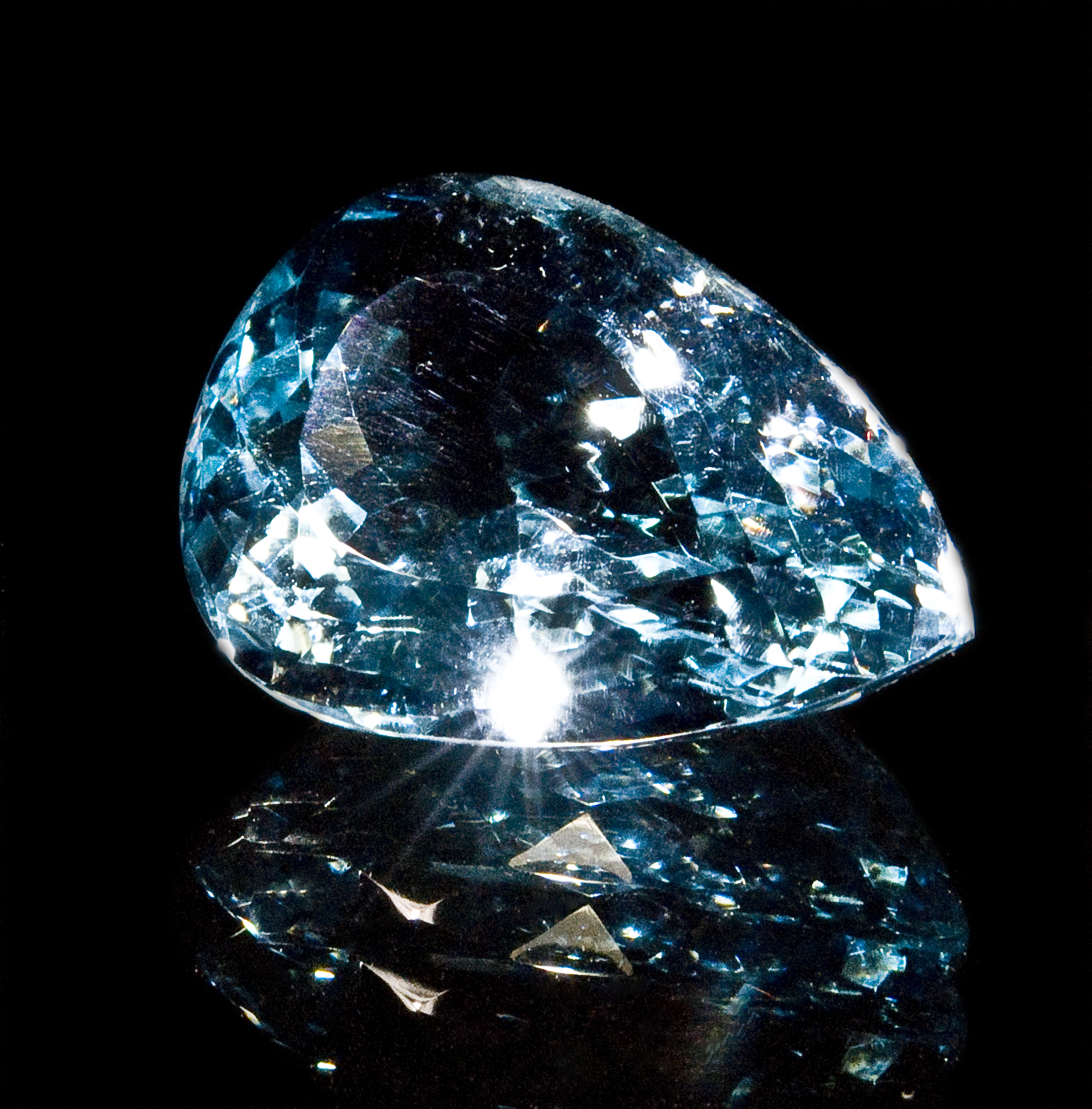
Juvel
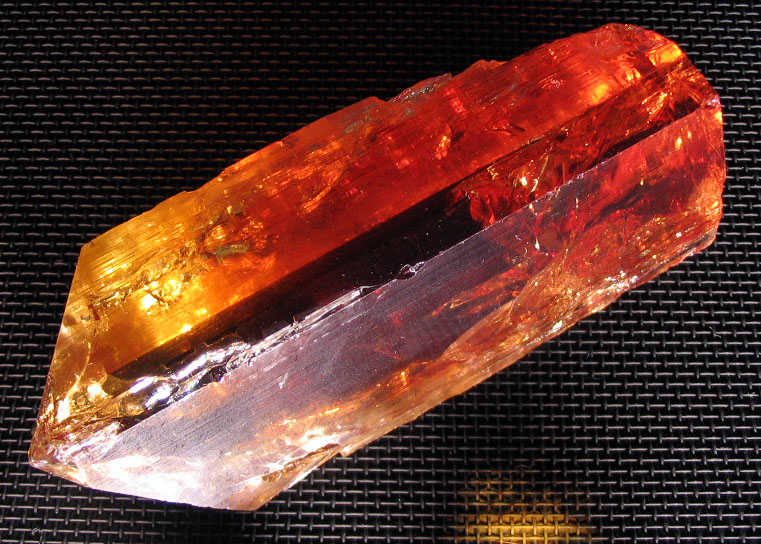
Röd topas
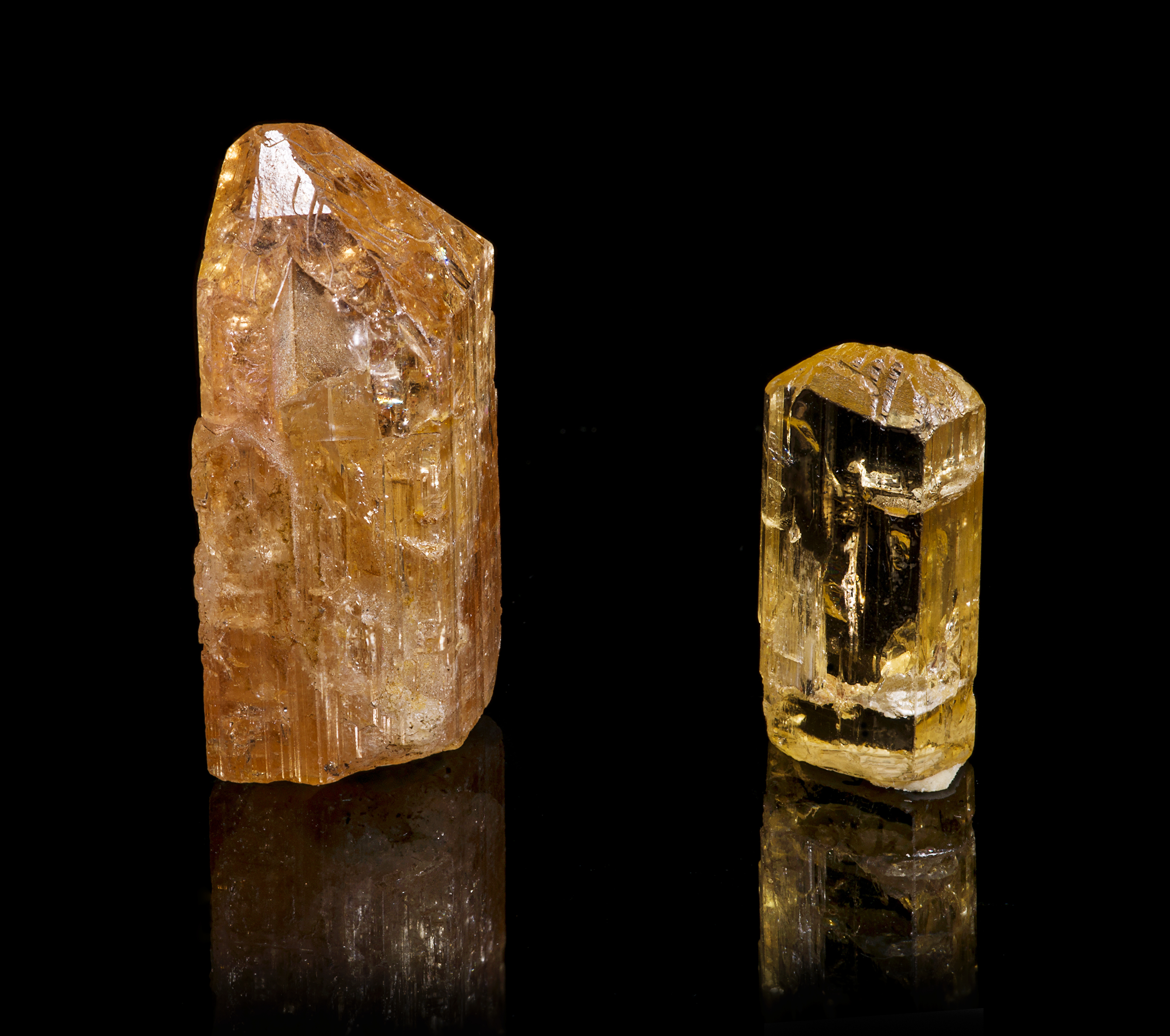
Imperietopas från Brasilien
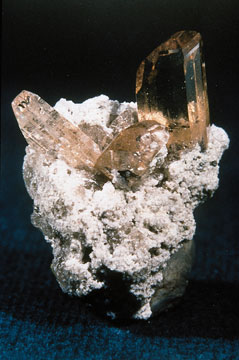
Topaskristaller inneslutna i gråberg
Halsband med topaser.
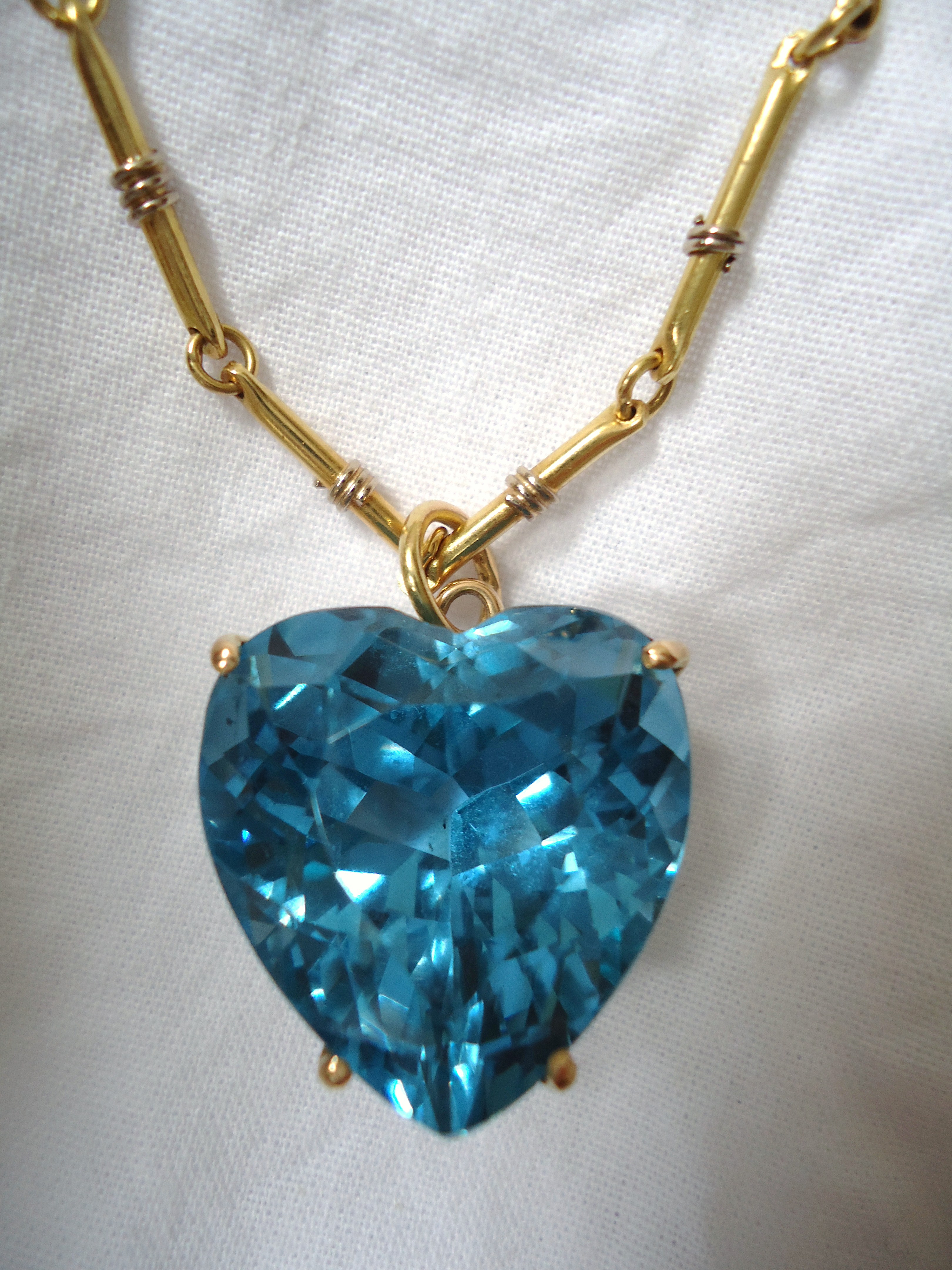
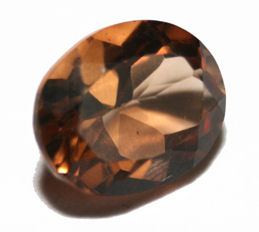
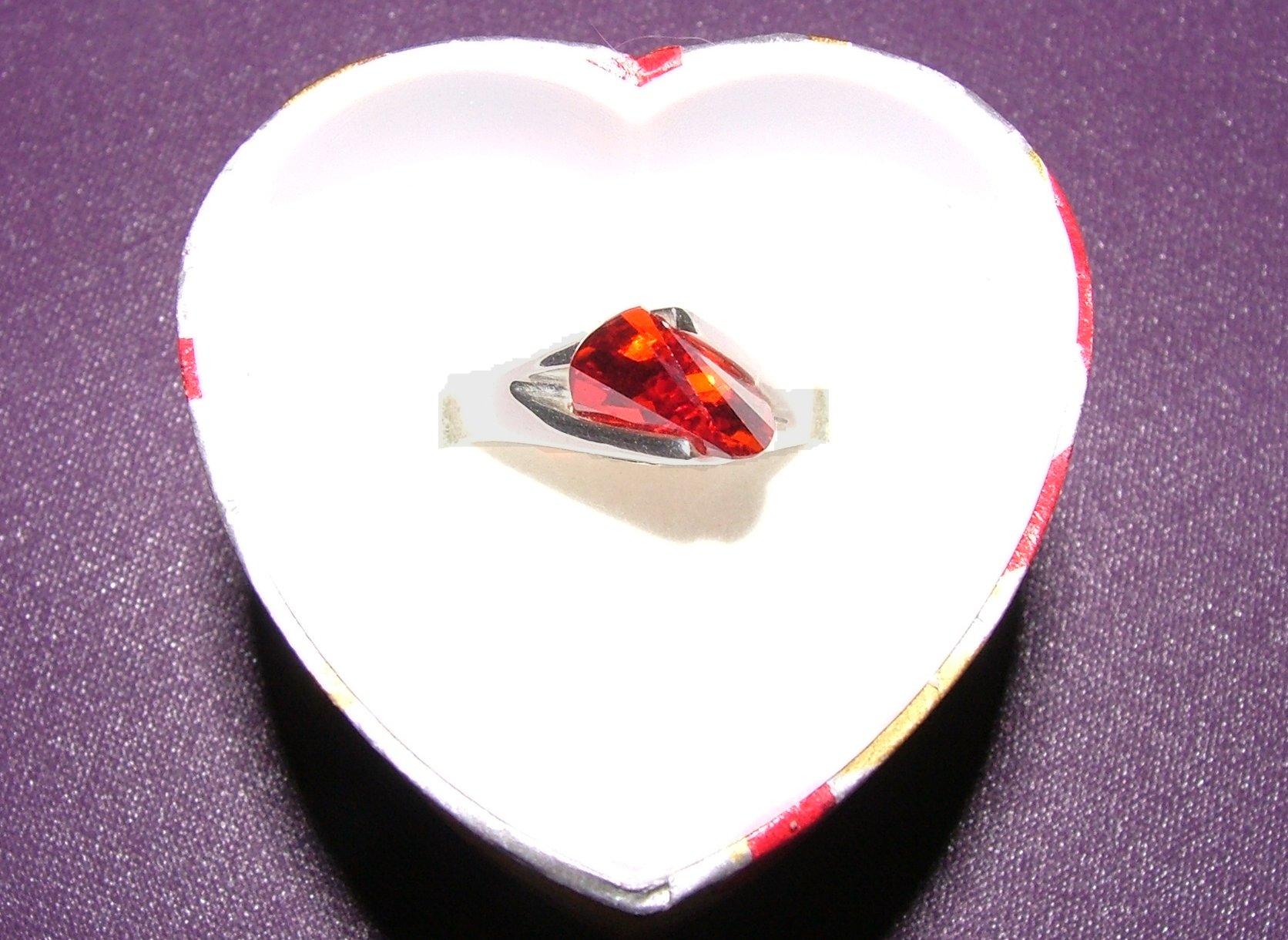